# Mitch Hewer
Mitchell Scott "Mitch" Hewer (1 de julho de 1989 em Bristol) é um ator inglês, mais conhecido por seu papel de Maxxie Oliver em Skins, bem como o seu papel em Britannia High como Danny Miller. No final da segunda série de Skins, seu personagem - junto com o resto do elenco principal - foi substituído.

## Biografia
Ele treinou no Swada (South West Academy of Dramatic Arts) em Bristol, e apareceu no vídeo da música "The Club" de Lisa Morgan. Ele também participou Hartcliffe Engineering Community College, onde estudou o ensino secundário.

### Carreira
Em 2007, Hewer foi dado o papel de Maxxie, um personagem gay, no drama teen, Skins. Em 2008, seu personagem foi cortado para fora do show junto com a maioria dos outros personagens principais.
Hewer apareceu na capa de março e outubro de 2007 da revista gay, Attitude, onde na revista disse "homossexual na TV", característica que inclui estrelas de Skins, Hollyoaks, Coronation Street e Shameless. Ele também apareceu nu na edição de Junho de 2008 da Cosmopolitan em auxílio da pesquisa de câncer testicular..
Hewer também tomou parte na modelagem de muitos outros, incluindo um book fotografado por Kai Z Feng. Hewer estrelou o drama de música cancelado, Britannia High, no papel de Danny Miller. Apareceu no popular Xtra Factor apareceu como convidado no painel com o anfitrião Holly Willoughby. Ele também fez uma aparição na comédia da BBC, Never Mind the Buzzcocks capitão da equipe ao lado de Davina McCall e a cantora Alesha Dixon, onde ele afirmou que era "um pouco" disléxico. Ele também apareceu ao ITV's This Morning, bem como ver Richard e Judy do New Position.
Depois que ele terminou o seu papel na Skins ele desempenhou o papel de Danny Miller em Britannia High. A comédia adolescente foi comparado com os gostos de High School Musical Fame e com uma influência britânica. O show foi cancelado depois de uma série, devido à baixa audiência.
Em uma entrevista recente Hewer manifestou interesse em se mudar para Hollywood em busca de novas oportunidades de atuação.
Em dezembro de 2009, Hewer apareceu em musical Never Forget, baseado nas canções da boyband Take That. Ele brincou com o stripper Dirty Harry ao lado de Michelle Collins. O espectáculo teve lugar em Fairfield Hall, em Croydon, em Londres.

## Filmografia
| Séries    | Séries         | Séries         | Séries               |
| Ano       | Título         | Papel          | Episódios/temporadas |
| --------- | -------------- | -------------- | -------------------- |
| 2007—2008 | Skins          | Maxxie Oliver  | 1.ª e 2.ª temporada  |
| 2008      | Britannia High | Danny Miller   | 1.º e 2.º episódio   |
| 2013      | Behaving Badly | Steven Stevens |                      |
| 2015      | Nightlight     | Ben            |                      |